# Системы регулирования движения поездов
Системы регулирования движения поездов позволяют максимизировать пропускную способность участков при существующих эксплуатационных условиях.

## Автоматические системы
Автоматические системы регулирования движения поездов обеспечивают оперативное руководство, при этом соблюдается максимальный уровень безопасности, оказывают влияние на рост производительности труда работников и являются основными системами, применяемыми на магистральном железнодорожном транспорте.
В зависимости от места применения автоматические системы регулирования движения подразделяются на перегонные и станционные:

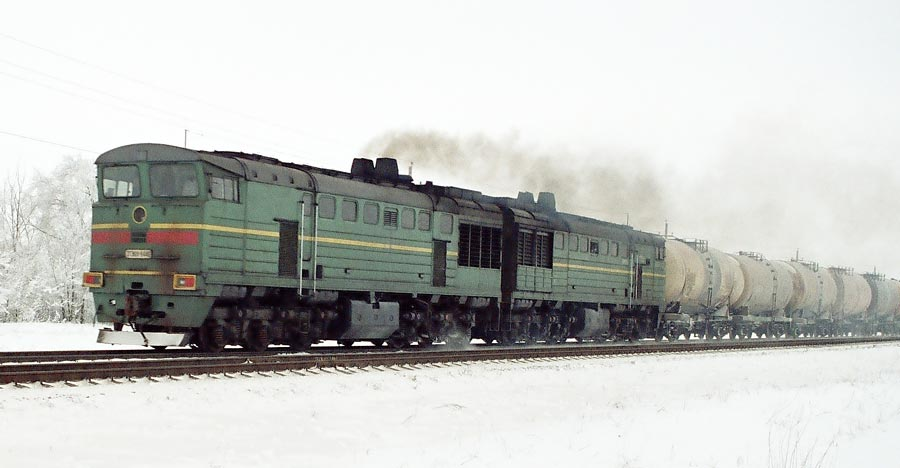
Поезд

- Перегонные системы разрешают или запрещают отправление поезда на перегон или регулируют движение поезда непосредственно по перегону.
  - Полуавтоматическая блокировка (Па/б) — сигналы, разрешающие занять поезду перегон или блок-участок, открываются при определенных действиях работников, а закрываются автоматически (в частности, на однопутных линиях, для открытия выходного светофора необходимо предварительно получить по блок-аппарату от дежурного по соседней станции, на которую отправляется поезд, блокировочный сигнал согласия).
  - Автоматическая блокировка (а/б) — автоматическое управление показаниями светофоров, ограждающих блок-участки, в зависимости от занятости блок-участка за этим светофором или от количества свободных блок-участков за ним.
  - Автоматическая локомотивная сигнализация (АЛСН, КЛУБ) — служит для передачи показания напольных светофоров в кабину машиниста.
  - Дополнительные устройства безопасности (САУТ и другие) — контролируют скоростной режим ведения поезда и бдительность машиниста, улучшают условия труда локомотивной бригады.
  - Европейская система управления движением поездов (ETCS) — многоуровневая система безопасности, обеспечивающая постоянный контроль движения подвижного состава при помощи цифрового радиоканала и RFID-меток (евробализ).
- Станционные системы обеспечивают взаимную зависимость стрелок и сигналов при движении поездов и маневровых составов, контролируют положение стрелок, не допускают их перевод в уже заданном маршруте.
  - Ключевая зависимость — используется на станциях, где сохранено ручное управление стрелками, для обеспечения взаимного замыкания сигналов и стрелок посредством контрольных замков.
  - Электрическая централизация — обеспечивает управление стрелками и сигналами с пульта управления. Разновидности такой системы: релейная централизация, блочная маршрутно-релейная централизация и микропроцессорная централизация (при которой вместо пульт-манипулятора используется АРМ-ДСП на основе ПК).
  - Диспетчерская централизация — позволяет управлять стрелками и сигналами ряда станций из одного пункта при помощи систем телеуправления
  - Средства автоматизации сортировочных горок — управление стрелками и сигналами при роспуске составов с сортировочной горки, регулирование скорости надвига и роспуска. Включают системы: ГАЦ (горочная автоматическая централизация), ГПЗУ (горочное программно-задающее устройство, в которое вводится информация о количестве отцепов, их размере и пути подгорочного парка), ТГЛ (телеуправление горочным локомотивом).

Таким образом, автоматические системы регулирования движения служат для автоматизации процессов управления. Эти системы постоянно совершенствуются, благодаря чему повышаются технико-экономические показатели эксплуатационной работы железнодорожного транспорта. Также на малодеятельных линиях магистрального транспорта и на некоторых участках промышленных дорог используются устаревшие автоматические системы:
- Семафоры — применяются в качестве входных, проходных, выходных сигналов, приводятся в действие при помощи специальных тяг, управляемых со стрелочных постов.
- Электрожезловая система — при такой системе разрешением на занятие перегона служит жезл данного перегона, вручаемый машинисту. Устройства не должны допускать изъятия из аппарата одновременно более одного жезла. По прибытии на соседнюю станцию, машинист передает жезл дежурному по станции, который вкладывает полученный жезл в аппарат, что служит разрешением занять перегон другим поездом. Перед отправлением поезда дежурный изымает из аппарата жезл следующего перегона.

Однако, при неисправности основных автоматических систем (путевой перегонной блокировки и электрической централизации) резко понижается уровень безопасности и движение поездов осуществляется при помощи других систем регулирования.

## Неавтоматические системы
При использовании таких систем резко возрастает нагрузка на человека, непосредственно управляющего движением поездов (дежурного по станции и поездного диспетчера), а возможность исключения ошибки отсутствует по причине неисправности автоматических систем.
- Движение поездов по телефонным средствам связи — используется, как правило, при неисправности автоблокировки. При этом регистрируемым приказом поездного диспетчера осуществляется прекращение действия автоблокировки и переход на движение поездов по телефонным средствам связи. Правом занятия перегона служит путевая записка (форма ДУ-50), вручаемая машинисту локомотива. Перед выдачей такой записки дежурный по станции должен: на однопутных перегонах – получить поездную телефонограмму о согласии на прием поезда, а на двухпутных – телефонограмму о прибытии ранее отправленного поезда. Обмен поездными телефонограммами должен производиться по диспетчерской или межстанционной связи. Телефонограммы — это сообщения установленной формы (всего их 17), должны записываться в специальный журнал поездных телефонограмм (форма ДУ-47), из которого должно быть ясно видно, занят или свободен соответствующий перегон (или путь перегона).
- Движение поездов при перерыве действия всех средств сигнализации и связи — осуществляется на однопутных перегонах посредством письменных извещений (когда переговоры о движении поездов между соседними станциями невозможно осуществить ни по одному из имеющихся в распоряжении средств связи), а на двухпутных — с разграничением временем, положенным на проследование поездов межстанционного перегона с прибавлением 3 минут. Правом занятия перегона служит разрешение на бланке белого цвета с двумя красными полосами по диагоналям, выдаваемое машинисту (форма ДУ-56). Приготовление маршрутов на станции производится вручную, с переводом стрелок курбелем и запиранием на закладку и навесной замок. Ключи от запертых стрелок должны хранится постоянно у дежурного по станции, который на специальной схеме станции отмечает текущее положение стрелок и занятие путей.
- Движение поездов с разграничением временем — устанавливается по приказу начальника железной дороги при резком увеличении размеров движения. Такая организация позволяет резко повысить пропускную способность на отдельных, лимитирующих её, перегонах, не оборудованных автоблокировкой, но с благоприятным планом и профилем пути, обеспечивающим видимость на расстоянии не менее тормозного пути. Также применяется на перегонах, в случаях длительного повреждения систем блокировки, после установления движения поездов по телефонным средствам связи. Приказом начальника дороги должны быть установлены перегоны, на которых такая организация возможна, максимальные скорости движения поездов, отправляемых вслед и минимальные промежутки времени между ними. Отправление поездов с разграничением временем как на однопутных, так и на двухпутных перегонах производится только при телефонных средствах связи по правилам, установленным для однопутного движения после регистрируемого приказа поездного диспетчера, при этом применяются иные формы поездных телефонограмм.